# Кандија (Анкона)
Кандија је насеље у Италији у округу Анкона, региону Марке.
Према процени из 2011. у насељу је живело 865 становника. Насеље се налази на надморској висини од 192 м.